# Huracán Football Club
L'Huracán Football Club, meglio noto semplicemente come Huracán, è una società calcistica di Montevideo, in Uruguay. Avendo sede nel barrio (quartiere) della capitale uruguaiana denominato "Paso de la Arena", il club è anche noto come Huracán de Paso de la Arena.

## Storia
Nato nel 1954 dalla fusione del "Club Atlético Charrúa" con "La Esquinita Football Club", si è affiliato all'AUF nel 1962. 
Nel 2000 entrò a far parte del nuovo club dell'Alianza, già formato dalla fusione tra Salus e Villa Teresa. L'Alianza disputò tre stagioni consecutive in Segunda División Profesional dal 2002 al 2004, poi problemi economici la portarono a una rapida scomparsa. I tre club originari hanno così ripreso autonomamente le rispettive attività agonistiche.
Nella stagione 2009-2010, l'Huracán ha vinto il campionato di Apertura di Segunda División Amateur, qualificandosi alla finale contro l'Uruguay Montevideo, vincitore del campionato di Clausura. Qui l'Huracán ha superato gli avversari per 4-3 dopo i calci di rigore (la partita si era conclusa sull'1-1 dopo i tempi supplementari), conquistando così il campionato di terza divisione per la terza volta e la promozione alla Segunda División Profesional 2010-2011.

## Palmarès

### Competizioni nazionali
- Segunda División Amateur de Uruguay: 3

1983, 1990, 2009-2010
- Primera "D" (Uruguay): 1

1978

### Altri piazzamenti
- Segunda División Profesional de Uruguay:

Secondo posto: 1991